# Jitske Cats
Jitske Cats (1 januari 1966) is een Nederlandse triatlete en atlete. Ze vertegenwoordigde Nederland op de triatlon bij verschillende grote internationale wedstrijden. Daarnaast nam zij op de lange afstanden deel aan atletiekwedstrijden, waaronder nationale kampioenschappen.  

## Loopbaan
In 1996 behaalde Cats een bronzen medaille bij het Nederlands kampioenschap triatlon op de lange afstand. Haar sterkste onderdeel is het hardlopen.

## Persoonlijke records
| Onderdeel      | Prestatie | Datum         | Plaats     |
| -------------- | --------- | ------------- | ---------- |
| 5000 m         | 18.01,74  | 24 juni 1998  | Leeuwarden |
| halve marathon | 1:20.38   | 21 maart 1998 | Leek       |

## Belangrijke prestaties

### triatlon
- 1992: 21e EK olympische afstand in Lommel - 2:10.52
- 1993: 15e EK olympische afstand in Echternach - 2:15.59
- 1994: 22e EK olympische afstand in Eichstätt - 2:14.15
- 1994:  triatlon van Veenendaal - 2:10.46
- 1996:  NK lange afstand in Almere - 9:54.53

### atletiek
5000 m
- 1998: 7e NK - 18.04,86

halve marathon
- 1998: 6e NK - 1:27.38